# Walter Henry Medhurst
Walter Henry Medhurst (chinois simplifié : 麦都思 ; chinois traditionnel : 麥都思 ; pinyin : Mài Dūsī), né le 29 avril 1796 à Londres et décédé le 24 janvier 1857 à Londres également, est un missionnaire congrégationaliste anglais en Chine, sinologue et traducteur de la Bible en chinois.

## Biographie

### Jeunesse
Le père de Medhurst était aubergiste à Ross-on-Wye, dans le Herefordshire. Jeune homme, Walter Medhurst étudie à l'école St Paul et au Hackney College sous la supervision de George Collisonp, puis il travaille comme imprimeur et typographe au Gloucester Herald et à la London Missionary Society (LMS). Il s'intéresse aux missions chrétiennes et la LMS le choisit pour devenir imprimeur missionnaire en Chine. En 1816, il rejoint la station missionnaire de Malacca, qui devait devenir un grand centre d'imprimerie. En route, il s'arrête à Madras où, en un peu moins de trois mois, il fait la connaissance de Mme Elizabeth Braune, née Martin (1794-1874), qu'il épouse la veille de son départ pour Malacca.

### Malacca et Shanghai
Arrivé à Malacca, Medhurst apprend le malais et étudie le chinois, les caractères chinois et le groupe Hokkien de dialectes chinois Min Nan, qui est très répandu en Asie du Sud-Est. C'est à Malacca qu'il est consacré pasteur par William Charles Milne le 27 avril 1819.
Medhurst sert comme missionnaire à Penang en 1820, puis e 1822 à Batavia (aujourd'hui Jakarta), capitale des Indes néerlandaises. Son fils Walter Henry naît la même année, et sa fille Eliza Mary naît en 1828. Elle épousera le magistrat en chef de Hong Kong Charles Batten Hillier en 1846 :183 . Leur fille cadette, Augusta, naît en 1840.
L'église de Jakarta connue aujourd'hui sous le nom de All Saints Jakarta et l'orphelinat de Parapattan ont été créés par Medhurst.
En plus de compiler ses dictionnaires chinois-anglais et anglais-chinois, Medhurst s'avère être un traducteur prolifique, lexicographe et éditeur.
Bien que Medhurst n'ait jamais voyagé au Japon, en 1830, il publia un ouvrage de 344 pages intitulé un vocabulaire anglais et japonais et japonais et anglais compilé à partir d'ouvrages autochtones. Sur la base de ses études sur Hokkien, en 1831, Medhurst acheva son A Dictionary of the Hok-këèn Dialect of the Chinese Language, mais l'impression de l'ensemble des 862 pages ne fut finalisée qu'en 1837 après avoir été affectée par la fin du monopole commercial de la British East India Company en 1834 et par manque de fonds.
Dans les années 1840, Medhurst a collaboré avec John Stronach, Elijah Coleman Bridgman et William Charles Milne pour produire une nouvelle version de la Bible en chinois dite la "version des délégués", parue en 1847. Medhurst, Elihu Doty et John Van Nest Talmage développent une romanisation des dialectes chinois Min du sud, dite Pe̍h-ōe-jī qui sera largement utilisée par les missionnaires.
Lorsque la paix est conclue avec la Chine en 1842, il déménage à Shanghai où il fonda la London Missionary Society Press ( Chinese ) avec William Muirhead et le Dr William Lockhart. Ils ont ensuite été rejoints par Joseph Edkins et William Charles Milne. Il a continué à Shanghai jusqu'en 1856, jetant les bases d'une mission réussie.

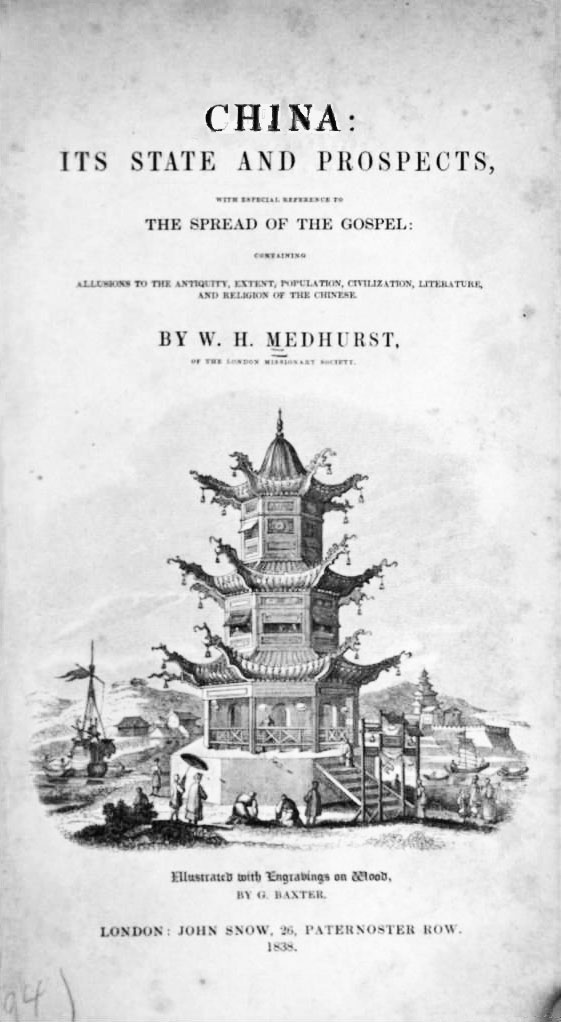
Le livre de Medhurst sur la Chine a inspiré de nombreux missionnaires, dont Hudson Taylor.

En 1843, l'Université de New York lui a conféré un doctorat de théologie honoris causa.

### Traductions en chinois
Le travail principal de Medhurst pendant plusieurs années a été de diriger le comité des délégués, qui met au point la nouvelle traduction de la Bible. Dans les années 1840, un groupe de quatre personnes (Walter Henry Medhurst, John Stronach, Elijah Coleman Bridgman et William Charles Milne) ont coopéré pour traduire la Bible en chinois.
La traduction de la partie en langue hébraïque a été effectuée principalement par Karl Gützlaff, mais le Pentateuque et le livre de Joshua ont été traduits collégialement. Cette traduction, achevée en 1847, est bien connue en raison de son adoption par le leader paysan révolutionnaire Hong Xiuquan de la rébellion de Taiping, à qui elle fournit ses principales doctrines sociales.
La traduction du Nouveau Testament est terminée en 1850 et celle de l'Ancien Testament en 1853, écrite dans une version du chinois classique. Avec John Stronach et l'aide de Wang Tao, Medhurst traduit plus tard le Nouveau Testament dans le dialecte mandarin de Nankin,.
Walter Medhurst a également traduit en chinois le Livre de prière commune, publié à Hong Kong en 1855.
Ses dictionnaires chinois-anglais et anglais-chinois (chacun en 2 volumes) ont été précieux pour la compréhension britannique de l'enseignement de Hong Xiuquan, le chef de la rébellion de Taiping (1851-1644).

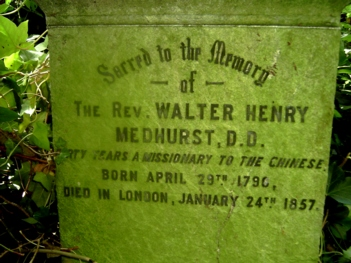
Inscription funéraire sur la tombe de W.H. Medhurst à Abney Park.

### Décès
Medhurst quitte Shanghai en 1856, en mauvaise santé. Il meurt deux jours après être revenu à Londres le 24 janvier 1857 et il est enterré au cimetière congrégationnaliste non confessionnel d'Abney Park où son monument funéraire, un obélisque en pierre blanche, est toujours visible aujourd'hui. Il laisse un fils, Sir Walter Henry Medhurst (1822–1885), qui sera consul britannique à Hankow puis à Shanghai.

## Œuvres
- W. H. Medhurst, A Dictionary of the Hok-këèn Dialect of the Chinese Language : According to the Reading and Colloquial Idioms : Containing about 12,000 Characters, Macau, East India Press, 1832 (OCLC 5314739, lire en ligne)
- W. H. Medhurst, China : its state and prospects, with special reference to the spread of the gospel; containing allusions to the antiquity, extent, population, civilization, literature, and religion of the Chinese, Boston, Crocker & Brewster, 1838 (OCLC 5314739, lire en ligne)
- W. H. Medhurst, English and Chinese Dictionary, Shanghae (Shanghai), Mission Press, 1848 (OCLC 6590623, lire en ligne)